# Brian Montgomery (Autor)
Brian Frederick Montgomery MBE (* 18. Oktober 1903 in Bishopsbourne; † Mai 1989) war ein britischer Heeresoffizier und Biograf.

## Leben
Brian Montgomery war das jüngste von neun Kindern des anglikanischen Bischofs von Tasmanien, Henry Hutchinson Montgomery (1847–1932), aus dessen Ehe mit Maud Farrar (1864–1949), der drittältesten Tochter des anglikanischen Geistlichen Frederic William Farrar (1831–1903). Zu seinen vier älteren Brüdern zählten unter anderem der spätere Kolonialbeamte Harold Robert Montgomery (1884–1958) und der spätere Generalfeldmarschall Bernard Montgomery (1887–1976).
Montgomery absolvierte von 1921 bis 1923 eine Kadettenausbildung am Royal Military College Sandhurst. Anschließend wurde er als Offizier in das Royal Warwickshire Regiment der British Army aufgenommen. Später diente er in Ostafrika im Infanterieregiment King’s African Rifles und wurde dann in die Indian Army transferiert. Dort diente er in der Grenzregion North West Frontier.
Während des Zweiten Weltkriegs gehörte er dem Stab von Feldmarschall William Slim an. Er nahm 1942 am Rückzug der britischen Truppen aus Burma und 1945 am Feldzug zur Rückeroberung Burmas teil. 1942 wurde er als Member des Order of the British Empire (MBE) ausgezeichnet. Nach Kriegsende übernahm Montgomery, mittlerweile im Rang eines Lieutenant Colonel, das Kommando über das 4th Battalion des 10th Baluch Regiment. Bis 1946 kam er bei der Bekämpfung burmesischer Aufständischer zum Einsatz. Nach der Teilung Indiens 1947 schied er aus dem Armeedienst aus und wurde bis zu seinem Ruhestand 1970 im Secret Intelligence Service tätig. Im Rang eines Major und Ehrenrang eines Lieutenant Colonel blieb er bis 1959 Reserveoffizier der British Army.
Darauf folgend wurde Montgomery zum Ratsmitglied in den Borough Council des Royal Borough of Kensington and Chelsea gewählt und betätigte sich als Biograf. 1983 wurde er im Zuge des Oral-History-Projektes Memories of the British in India der India Office Library & Records der British Library von dem Historiker Conrad Wood interviewt. Zuvor hatte Wood Montgomery im Auftrag des Imperial War Museum und der University of Oxford 1979 über dessen Zeit bei den King’s African Rifles interviewt.
Montgomery war seit dem 1. April 1944 mit Barbara Peggy Hincks verheiratet. Diese brachte einen Sohn aus einer früheren Ehe mit.

## Veröffentlichungen
- A Field Marshal in the Family. Constable & Co., London 1973.
- Shenton of Singapore. Governor and Prisoner of War. Leo Cooper, London 1984, ISBN 0436284405.
- Monty’s Grandfather. Sir Robert Montgomery, GCSI, KCB, LLD, 1809–1887. A Life’s Service for the Raj. Blandford, Poole 1984, ISBN 978-0-71371401-2.
- Monty, a Life in Photographs. The Family, Life, and Times of Field Marshal the Viscount Montgomery of Alamein, 1887-1976. Blandford, Poole 1985, ISBN 978-0-71371494-4.